# Bolyai Tudományegyetem
A Bolyai Tudományegyetem 1945 és 1959 között Kolozsvárott magyar tanítási nyelvű állami egyetemként működött.

## Megalakulása
Az 1940-ben Szegedről Kolozsvárra visszaköltözött Ferenc József Tudományegyetem a szovjet megszállás ellenére is folytatta tevékenységét az 1944–45-ös tanévben is (habár a magyar kormány felkérte a tantestületet a menekülésre), de nevében már nem viselte Ferenc József nevét. Amikor 1945. március 6-án megalakult az első Groza-kormány, a szovjetek Erdélyben átadták a hatalmat a román adminisztrációnak, így Szebenből és Temesvárról visszaköltözött a második bécsi döntés után odamenekült román nyelvű Ferdinand egyetem. Az a helyzet állt elő, hogy mindkét egyetem meg szerette volna tartani az összes egyetemi épületet. Mihály király május 28-án két rendelettörvényben szabályozta a két egyetem működését. A 406-os törvény elrendelte a román egyetem visszatérését Kolozsvárra 1945. június 1-jei hatállyal, míg a 407-es elrendelte egy magyar tanítási nyelvű állami egyetem létrehozását Kolozsváron ugyancsak június 1-jei hatállyal (ezzel gyakorlatilag jogfolytonosság nélkül felszámolta a Ferenc József egyetemet, míg a Ferdinand egyetem esetében ez nem történt meg).
1945. június 1-jéig a következő karok léteztek: matematika és természettudományok; jog és államtudományi; bölcsészeti, nyelv és történettudományi; közgazdaságtudományi; orvostudományi; mezőgazdaságtudományi.
A 407-es törvény szerint az új egyetem a következő szerkezettel létesült:
- irodalom- és bölcsészettudományi kar (szakok: magyar nyelv és irodalom, klasszika filológia, német nyelv és irodalom, román, orosz lektorátus, történelem, művészettörténet, néprajz, filozófia, pedagógia, lélektan),
- jog- és közgazdaságtudományi kar (szakok: jog, közgazdaságtan),
- természettudományi kar (szakok: matematika, fizika, kémia, természetrajz, földrajz),
- orvostudományi kar.

A törvény az egyetem rendelkezésére bocsátotta a Sétatér egykori De Gerando Antonina alapította iskola épületét (a két világháború között Regina Maria leánygimnázium). Később az egyetem megkapta a (Marianum) leánygimnázium épületét is. A hivatalos közlöny 1945. december 11-i számában megjelent rendelet szerint az új egyetem neve Kolozsvári Bolyai Tudományegyetem. A közhiedelemmel ellentétben az egyetem nemcsak Bolyai Jánosról kapta a nevét, hanem Bolyai Farkasról is (l. a mellékelt idézetet Borbély Samu matematikaprofesszortól).
Az egyetem rektori hivatala és a matematikai és természettudományi szakok a Sétatér melletti egykori De Gerando Felső Leányiskola (mai kémia kar) épületében működött, a bölcsész szakok a Marianum Római Katolikus Leánynevelő Intézet (mai bölcsészkar) épületébe költöztek. A jogi és közgazdasági kar a Bástya utca 15. szám alatti (mai műszaki egyetem) épületet kapta meg. Épülethiány miatt az orvostudományi kart Marosvásárhelyre helyezték, de az egyetem szerves része volt 1948-as önállósodásáig. Az egyetem megkapta a Farkas utca elején lévő Józsa Béla diákotthont is.

## Korszakai és tevékenysége
Az egyetem tevékenységét három korszakra oszthatjuk:
- a szervezés korszaka, amely a megalakulásig tart, tehát 1945. június 1-jéig, ennek ellenére a hivatalos tanévnyitó csak 1946 februárjában volt, és a tanítás egyfolytában augusztus 1-jéig tartott;
- 1945-1948 közötti korszak, a hőskorszak, amely még a régi egyetemi rendszer szerint tartott, de már ekkor megkezdték a nem román állampolgárságú tanárok fokozatos kiszorítását az oktatásból;
- az 1948-as tanügyi reform utáni korszak, amikor mindent a kommunista eszméknek rendeltek alá, az akkori idők haladó hagyományainak megfelelően.

1946-ban a természettudományi kar beindítja az Acta Bolyaiana című szakfolyóiratot, amely azonban éppen a tanügyi reform miatt csak kétszer jelenik meg (1946-ban és 1947-ben). Angol, francia és német nyelven közölt cikkeket, magyar és román összefoglalóval.
Az 1949/50-es tanévben 1184 hallgatója volt, a működés első tíz évében 1969-en szereztek diplomát. Az oktatók száma 1946/47-ben 111 fő, az 1954/55-ös tanévben 314 fő volt. Az egyetemen népitáncegyüttes, énekkar és harminc tagú szimfonikus zenekar működött.
1955-ben még nagy pompával ünneplik az egyetem megalakításának tizedik évfordulóját, többek között ünnepélyes tudományos kötet kiadásával, de az 1956-os forradalom után már kedvezőtlen szelek fújnak. Jó ürügy volt az 1959-es felszámoláshoz az is, hogy az egyetem ifjúsága szimpatizált a forradalommal.

### Az egyetem vezetői
Rektorok voltak:
- 1945–1948: Csőgör Lajos
- 1948–1950: Balogh Edgár
- 1950–1952: Nagy István
- 1952–1956: Bányai László
- 1957–1959: Takács Lajos

Rektorhelyettesek voltak: Csehi Gyula, Gáll Ernő, Nagy Lajos, Márton Gyula, Csendes Zoltán.

## Megszüntetése

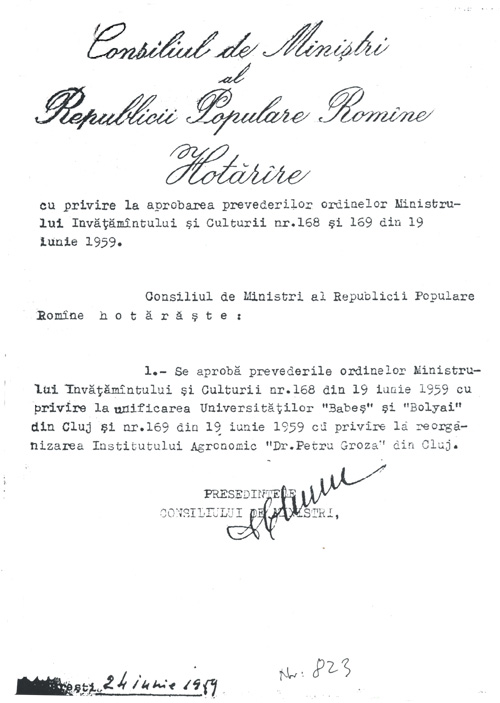
Az egyesítési dokumentum Chivu Stoica miniszterelnök aláírásával. Érdekessége, hogy a Victor Babeş Tudományegyetem nevét hibásan írták csak Babeşnek

Az egyetem felszámolását az akkori időknek megfelelően nagyon rafináltan készítették elő. Az 1959. február 15-i Előrében Sztranyiczki Gábor, az egyetem egyik oktatója arról írt, hogy „a Bolyai egyetem különösen ki van téve a burzsoá nacionalista ideológia megtévesztően burkolt, vagy egyenesen szemérmetlenül nyílt támadásának”.
A február 19. és 22. között Bukarestben tartott országos diákszövetségi konferencián, ahol Ion Iliescu elnökölt (aki Románia első, szabadon választott elnöke 1989 után), több bolyais hallgató is felszólalt (valószínűleg nem jószántukból). Idézünk a beszédjükből:
- Koszta István: „Teljes erőnkből azon leszünk, hogy gyökerestől kiírtsuk mindazon megnyilvánulásokat, amelyek ártanak a román nép és a nemzetiségek megbonthatatlan barátságának.”
- Kacsó Magda felszólalásában azt kéri, hogy tegyék lehetővé, hogy a különböző szakos magyar és román diákok „együtt tanulhassanak”.
- Nemes István, a marosvásárhelyi Orvosi és Gyógyszerészeti Intézet hallgatója pedig kijelenti, hogy az intézet növendékei „kérik, hogy küldjék őket más tartományokba dolgozni”. (Köztudott, hogy a hatvanas évek elejétől a marosvásárhelyi orvosi magyar végzőseit többnyire román lakosságú vidékekre helyezik.)

A tanácskozás nyilatkozatot adott ki, amelyben szükségességnek minősítette az egyetemi hallgatók nemzeti elkülönítésének megszüntetését; ez február 25-én jelent meg a kolozsvári Igazság című napilapban. 1959. február 26-án tartották a kolozsvári felsőoktatási intézetek párttag és tagjelölt tanerői, valamint a párt-, IMSZ- és diákegyesületek aktívájának nagygyűlését, amelyen többek között jelen volt Bukarestből Gheorghe Gheorghiu-Dej, Chivu Stoica, Nicolae Ceaușescu, Constantin Pîrvulescu és Ion Iliescu, a romániai Diákszövetség elnöke. Demeter János, későbbi rektorhelyettes, felszólalásában az egyetemek egyesítését támogatta. Nagy István író, az egyetem egykori rektora felvetette, hogy vajon mit fog szólni a Nyugat az egyesítéshez, nem fogják-e azt kisebbségellenes lépésnek tartani. Erre a hozzászóló oktatásügyi miniszter, Athanasie Joja kijelentette: „A kutya ugat, de a karaván halad.” (Ezt az újságok nem közölték.) Balogh Edgár a magyar és a román kultúrák kölcsönhatásáról beszélt, mire Ceauşescu durván közbevágott, és kijelentette, hogy „nem is lehet beszélni külön magyar és külön román kultúráról, hanem csak a szocialista, a szocializmust építő nép kultúrájáról”. (A lapok, szokás szerint, erről is hallgattak.)
1959. február 27. – március 1. között tartották Kolozsváron az „egyesítési nagygyűléseket” a Farkas utcai Egyetemiek Házában a kolozsvári főiskolák tantestületeinek részvételével. Szabédi László egyetemi tanár beszédében azt fejtegette, hogy „A Bolyai egyetemet Petru Groza demokratikus kormánya hozta létre, s ez megfelelt az akkori fejlődési követelményeknek”, de Ceauşescu durván közbevágott, és Szabédit zavarkeltéssel vádolta. (Az újságokban erről sem olvashatni semmit.) A gyűlés végén Athanasie Joja megkérdőjelezte, hogy „az olyan gondolkodású embereknek, mint Szabédi, lehet-e helyük az új egyetemen”. A zárógyűlésen a Nagy István, Balogh Edgár és Szabédi László „önkritikát gyakoroltak”.
Az események gyorsan peregtek, a diákokat közös bentlakásokba költöztették, nem várták meg az tanév végét sem. 1959. március 13-án a helybeli Igazság beszámolt arról, hogy a kolozsvári Victor Babeş és Bolyai egyetemek diákotthonai „egyesítési ünnepségeinek” esti „fénypontjaként” a magyar és román diákok elfogyasztották első közös vacsorájukat.
1959. április 18-án Szabédi László Szamosfalván a vonat elé vetette magát. Április 20-án Molnár Miklós (1922–1959) közgazdász végzett önmagával, de a közhiedelem ellenére, ennek nem volt köze az egyetem ügyéhez. Május 3-án viszont öngyilkos lett Csendes Zoltán (1924–1959) statisztika professzor, az egyetem rektorhelyettese, aki nem bírta elviselni, hogy rávették, hogy Takács Lajos rektor Bukarestbe hívása idején, magyar szempontból előnytelenül módosítsák az egyesítési dokumentumot.
1959. május 22-én, minden bizonnyal elrettentő példaként, megszületett az ítélet a kolozsvári katonai törvényszéken a kolozsvári teológusok perében, amikor a „Román Népköztársaság megdöntése, és az RKP megbuktatására történt szervezkedés” vádjával 14 személyt ítéltek 5–14 év közötti börtönre.
A tanügyminiszter a 168/1959. június 19. számú rendelettel elrendelte a Victor Babeş Tudományegyetem és Bolyai Tudományegyetem egyesítését július 1-jei hatállyal. A 169/1959. június 19. számú rendelet pedig felszámolta a Petru Groza Mezőgazdasági Egyetem átszervezése folytán az ottani magyar nyelvű oktatást. A Minisztertanács 1959. június 24-i 823. számú határozata hitelesítette a két tanügyminiszteri rendeletet. Ez a határozat, ellentétben a szokásokkal, nem jelent meg az akkori hivatalos közlönyben, így a Babeș–Bolyai Tudományegyetemnek nincs nyilvánosan elérhető alapító okirata. Hogy milyen tárgyakat lehet magyarul tanulni az új egyetemen, azt külön szabályozták. 1961-ben teljesen átszervezték a Babeş–Bolyai egyetemet (karokat választottak szét, újakat hoztak létre, sokszor teljesen új szakokkal), így erre a struktúrára már nem lett érvényes a egyesítéskor elfogadott szabályozás, és ez szinte teljesen megszüntette a magyar nyelvű oktatás.
A Bolyai Tudományegyetem utolsó tanévében a diáklétszám 2470 (1195 nappali, 1275 levelező) volt, a tanárok száma pedig 314.

## Jelentősége
A Bolyai Tudományegyetem 14 éve és az előtte működő Ferenc József Tudományegyetem utolsó 5 éve együttesen olyan 19 év folyamatos magyar nyelvű felsőfokú képzést nyújtott Erdély magyar nyelven tanulni óhajtó ifjainak, amelynek jótékony kihatásai máig tartanak. A még a Bolyain végzettek az 1990-es évek elejéig-közepéig dolgoztak, főleg tanárként az általános és középiskolákban. De más területeken is megállták a helyüket. Jó példa erre az, hogy azok a tanárok, akik átkerültek az egyesített egyetemre, szinte kivétel nélkül megállták a helyüket, mindannyian be tudtak illeszkedni a román tanítási nyelvű közegbe (ha ez az elején nehezebben is ment), és román kollégáikhoz hasonló egyetemi karriert futottak be.
1989 után a Bolyai Tudományegyetem visszaállításának gondolata elméletileg mindig napirenden volt, gyakorlatilag azonban semmi sem történt a megvalósításáért. Az első felhívás erről már 1990. január 7-én megjelent a kolozsvári Szabadság című napilapban 168 aláírással.

## További információk

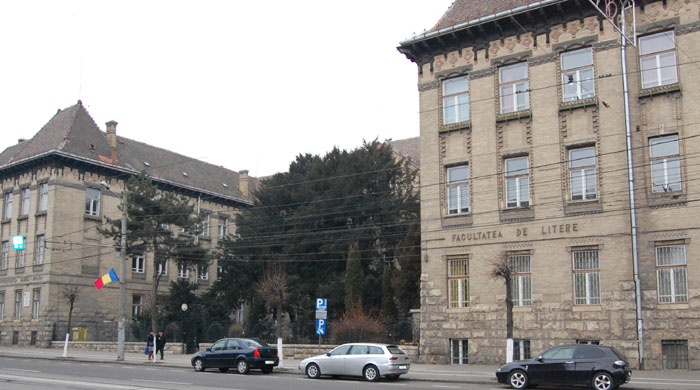
Az irodalom- és bölcsészettudományi kar épülete. Ma a Babeş–Bolyai TE bölcsészkara működik benne

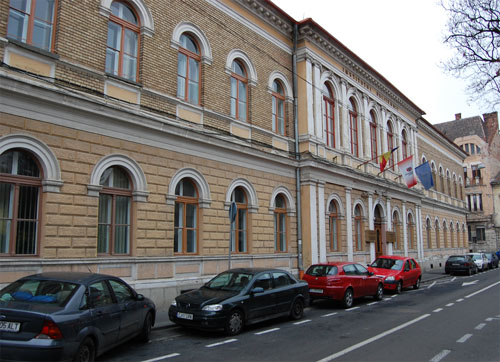
A jog- és közgazdaságtudományi kar épülete. Ma a Műszaki Egyetem tulajdona

## Dokumentumfilmek
- Jogászképzés a Bolyain. YouTube
- Matematika a Bolyain. YouTube